# Kil (đô thị)
Đô thị Kil (tiếng Thụy Điển: Kil kommun) là một đô thị ở hạt Värmland của Thụy Điển. Thủ phủ là thị xã Kil. Dân số thời điểm 31 tháng 12 năm 2000 là 11912 người.